# Tereza Bínová
Tereza Bínová (* 1990) je česká básnířka a psycholožka. Vystudovala sociální antropologii, psychologii a výtvarnou výchovu na Masarykově univerzitě v Brně. Poté se začala věnovat profesi psycholožky. V roce 2014 vydala svůj básnický debut. Roku 2016 svou první prózu nazvanou Pan Bína, v níž vzpomíná na svého dědečka. Své knihy si sama ilustruje. V roce 2024 získala za svou sbírku Červený obr cenu Magnesia litera za poezii. Spolu s otcem Antonínem Bínou vlastní nakladatelství Dobrý důvod v Nové Říši na Vysočině, kde vydala svá první díla. Jejím manželem je básník Radek Štěpánek, jehož knihu Velké obcování ilustrovala.

### Poezie
- Souborná zkouška (2014)
- Mezera je prázdné místo (2017)
- Červený obr (2023)

### Próza
- Pan Bína (2016)